# 라마르사

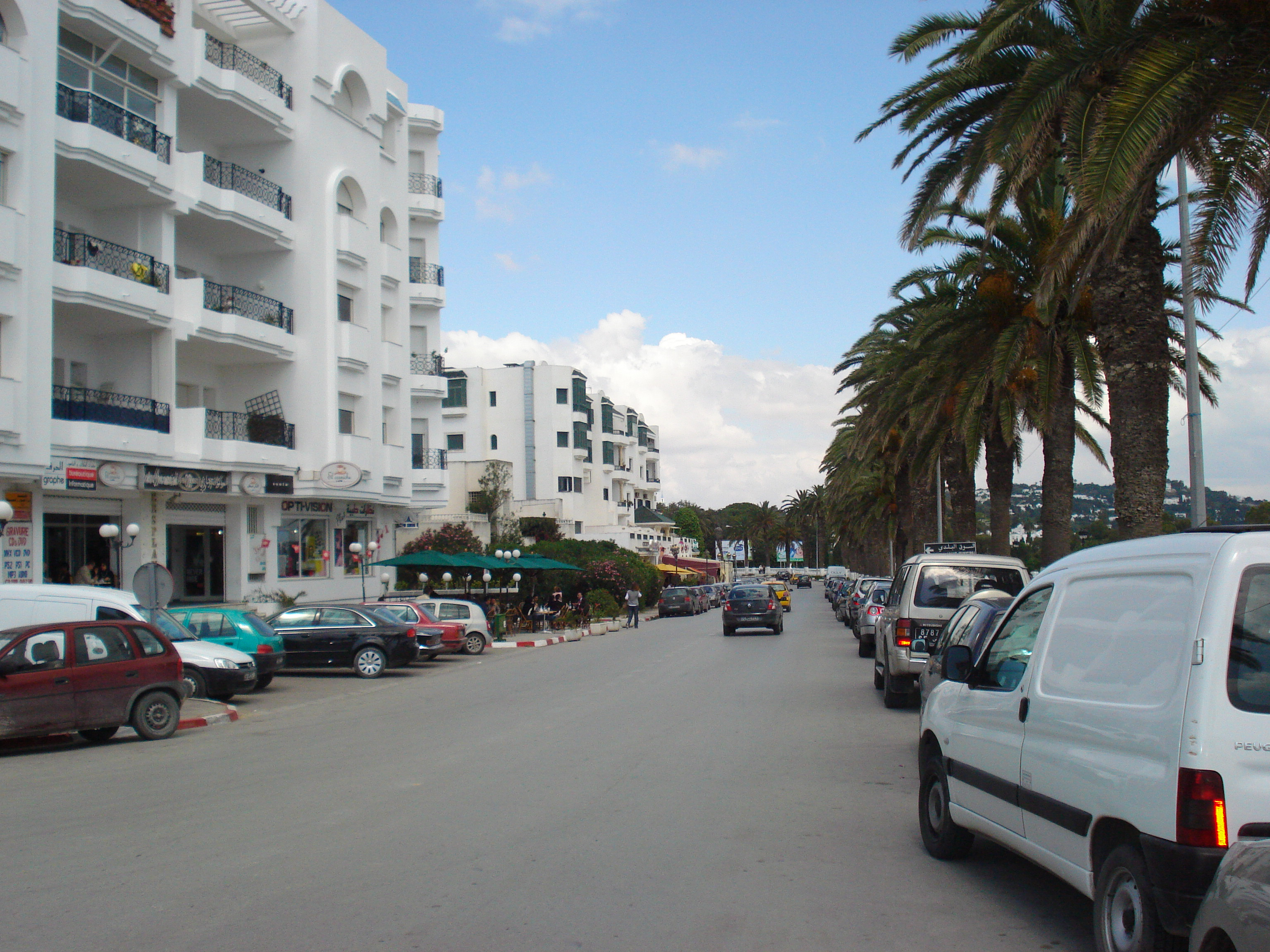
라마르사

라마르사(영어: La Marsa, 아랍어: المرسى)는 튀니지 튀니스 주의 도시이다. 인구는 77,890명(2004년)이다.